# بعسنة (إب)

تعديل مصدري - تعديل

بعسنة هي إحدى قرى عزلة الحوج القبلي بمديرية إب التابعة لمحافظة إب، بلغ تعداد سكانها 177 نسمة حسب تعداد اليمن لعام 2004.